# Олбані (Міннесота)
Олбані (англ. Albany) — місто (англ. city) в США, в окрузі Стернс штату Міннесота. Населення — 2780 осіб (2020).

## Географія
Олбані розташоване за координатами 45°37′36″ пн. ш. 94°33′48″ зх. д. / 45.62667° пн. ш. 94.56333° зх. д. (45.626668, -94.563403).  За даними Бюро перепису населення США в 2010 році місто мало площу 5,74 км², з яких 5,45 км² — суходіл та 0,29 км² — водойми.

## Демографія
Згідно з переписом 2010 року, у місті мешкала 2561 особа в 1030 домогосподарствах у складі 657 родин. Густота населення становила 446 осіб/км².  Було 1071 помешкання (187/км²).
Расовий склад населення:
| - 97,6 % — білих - 0,2 % — корінних американців - 0,2 % — чорних або афроамериканців - 0,2 % — азіатів |

До двох чи більше рас належало 1,0 %. Частка іспаномовних становила 0,9 % від усіх жителів.
За віковим діапазоном населення розподілялося таким чином: 27,3 % — особи молодші 18 років, 54,5 % — особи у віці 18—64 років, 18,2 % — особи у віці 65 років та старші. Медіана віку мешканця становила 33,4 року. На 100 осіб жіночої статі у місті припадало 88,2 чоловіків;  на 100 жінок у віці від 18 років та старших — 86,4 чоловіків також старших 18 років.
Середній дохід на одне домашнє господарство  становив 60 612 долари США (медіана — 48 843), а середній дохід на одну сім'ю — 74 020 доларів (медіана — 67 656). Медіана доходів становила 46 863 долари для чоловіків та 37 159 доларів для жінок. За межею бідності перебувало 12,6 % осіб, у тому числі 14,9 % дітей у віці до 18 років та 27,4 % осіб у віці 65 років та старших.
Цивільне працевлаштоване населення становило 1232 особи. Основні галузі зайнятості: освіта, охорона здоров'я та соціальна допомога — 28,2 %, виробництво — 16,1 %, будівництво — 11,0 %, науковці, спеціалісти, менеджери — 6,5 %.